# Eduard Naudascher
Eduard Naudascher (* 10. März 1872 in Ottenheim; † 18. Februar 1945 in Halberstadt) war ein deutscher Unternehmer und Pionier des Stahlbetonbaus, der einen maßgeblichen Beitrag zur Industrialisierung Bulgariens leistete. Die von ihm gegründete und geleitete Firma Granitoid entwickelte sich in der Zwischenkriegszeit zum führenden Industriebetrieb Bulgariens.

## Biografie

### Familie, Ausbildung
Naudascher war das zweite von acht Kindern des Faschinenlegers und Straßenmeisters Eduard Naudascher (1843–1916) und seiner Frau Magdalena, geb. Benz (1845–1914). Bedingt durch den Beruf des Vaters musste die Familie mehrfach im Bereich des oberen Schwarzwalds ihren Wohnsitz wechseln, bis sie sich 1878 in Mannheim niederließ.

1895 traf Naudascher während eines Aufenthalts in Nürnberg Helene Elsener (1869–1938), die Schwester des Gründers der Messerfabrik Elsener, der später bekannten Firma Victorinox AG aus Schwyz. 1898 heiraten beide in Mannheim.
Naudascher besuchte in Engen, dann in Mannheim die Volksschule und später das Gymnasium. Dieses verließ er auf eigenen Wunsch nach der 8. Klasse, um Kunstmaler zu werden. Sein Vater meldete ihn jedoch als Lehrling bei der Dammbaumeisterei Mannheim an. Diese Behörde hatte die Aufgabe, die Schifffahrt auf Rhein und Neckar sowie die Mannheimer Häfen zu überwachen. Hier erwarb er sich eine gute praktische Ausbildung. Um auch das nötige theoretische Rüstzeug zu erhalten, bewarb er sich als Bürodiener bei der Staatlichen Rheinbau-Kommission. Dort bildete er sich in seiner Freizeit autodidaktisch weiter. Mit Erlaubnis seines Vorgesetzten konnte er abends und sonntags Kurse der Baugewerkschule besuchen.

### Tätigkeit als Arbeiter und Angestellter
In Mannheim war er beim Neubau der an der Stelle der heutigen Kurpfalzbrücke gelegenen Friedrichsbrücke über den Neckar als Vorarbeiter für die Vermessung und Beobachtung des Baugeländes zuständig. Wenig später wurde er von Ingenieur B. Bilfinger als Aufseher für den Bau der Mainbrücke bei Oberndorf engagiert. Im Frühwinter 1890 rettete er die teilweise fertiggestellte Brücke vor Beschädigungen durch Eisgang. Von seiner Initiative beeindruckt, bot ihm Direktor Rieppel von der Maschinenfabrik Augsburg-Nürnberg AG (MAN) eine Stelle an. Zunächst führte er Vermessungsarbeiten in Hohenaschau im Chiemgau durch. Danach wurde er nach Gustavsburg ins technische Büro der MAN versetzt. Im Oktober 1893 begann sein Militärdienst beim Pionierbataillon No. 16 der 1. Kompanie. Er verließ die Armee zwei Jahre später im Range eines Unteroffiziers.
Von der MAN wurde ihm eine Stelle als Montageleiter für Brücken im Abschnitt Sofia–Mesdra der im Bau befindlichen Bahnstrecke Sofia–Warna offeriert. 1895 traf er in Bulgarien ein. Dort sollte er zunächst den Bau einer Brücke über den Fluss Blato (река Блато) beim Dorf Slawowzi (Славовци) nördlich von Sofia beaufsichtigen. Nach kurzer Zeit wurde er jedoch nach Akşehir in der Türkei abgezogen, um die Fertigstellung von Brücken und Durchlässen beim Bau der Eisenbahnstrecke Eskişehir – Konya zu überwachen. Ab September 1896 leitete er den Brückenbau am Streckenabschnitt Pernik – Radomir in Bulgarien. Anschließend wurde er von der MAN zur französischen Bauunternehmung Pellerin abgestellt. Dort war er als Bauleiter für die termingerechte Errichtung von zwei Eisenbrücken über den Iskăr an der Bahnstrecke zwischen Mesdra und Roman verantwortlich. Pellerin bot Naudascher eine großzügige Gratifikation an, falls die Arbeiten fristgerecht abgeschlossen werden. Da Naudascher dies trotz Winterbedingungen bewerkstelligte, erhielt er 12.000 Goldfranken. Diese betrachtete er als Anfangskapital für seine geplante Selbständigkeit. Im Mai 1897 übernahm er den Entwurf und die Realisierung einer Holzbrücke bei Târgu Ocna in Rumänien.

### Tätigkeit als selbständiger Kontraktor
Für ein neues Brückenbauprojekt in Bulgarien schlug Naudascher der MAN vor, die Brücken mit eigenem Personal zu montieren. 1898 reiste er via Bukarest nach Plowdiw, wo seine Mannschaft eine Brücke über die Mariza auf der Bahnstrecke Plowdiw-Tschirpan fertig stellte. Vertragsstreitigkeiten mit der MAN führten letztlich dazu, dass Naudascher seine Stelle kündigte.
Anschließend übernahm er die Montage einer 400 m langen Brücke über den Olt, die im Jahre 1900 realisiert wurde. 1901 erhielt Eduard Naudascher ein Angebot, mehrere Eisenbahnbrücken über den Livi in den Abruzzen zu errichten. Später machte ihm die Firma Pellerin eine Offerte über mehrere Brücken in Bulgarien. Sein erstes Projekt lag bei Gebedshe (Гебедже, ab 27. Juni 1940 Beloslaw, Белослав) an der Bahnstrecke Sofia–Warna. Hier mussten die Gründungen zweier Eisenbahnbrücken unterhalb des Wasserspiegels mit Hilfe von Caissons erfolgen. Danach war eine Straßenbrücke im Bereich des heutigen Naturschutzgebiets Poda in der Nähe von Burgas zu erstellen. Eduard Naudascher setzte durch, dass dort die Caissons aus Stahlbeton gefertigt werden. Am 6. April 1905 kam eine Kommission bulgarischer Ingenieure, um dem Guss verschiedener Probebauten aus Stahlbeton beizuwohnen. Vier Wochem später führten die Kommissionsmitglieder daran Belastungstests aus, die zu ihrer vollsten Zufriedenheit verliefen.

### Tätigkeit als Unternehmer und Industrieller
1905 kaufte Naudascher eine größere Liegenschaft im Sofioter Vorort Podujane (Подуяне) und ließ dort Baracken aufstellen. Später errichtete er auf dem Grundstück Oborischte-Straße 105 (ул. „Оборище“ № 105) sein Wohnhaus sowie ein erstes Verwaltungsgebäude in einem Anbau. Das Haus ist bis heute erhalten und beherbergt einen Kindergarten. In der Folgezeit erhielt Eduard Naudascher verschiedene Aufträge über Stahlbetonbrücken, Gebäude und Abwassersammelkanäle. Im Jahre 1908 gründete er zusammen mit dem Finanzier Iwan D. Burow (Иван Д. Буров), dem Unternehmer Nikola K. Iwanow (Никола К. Иванов) und dem Ingenieur Georgi Atanassow (Георги Атанасов) die Kommanditgesellschaft „Granitoid“ für Beton- und Stahlbetonerzeugnisse und -gebäude (Командитното Дружествово „Гранитоид“ за бетонни и железобетонни изделия и постройки) als Bauunternehmen.
Da Bulgarien zu dieser Zeit nur über geringe Kapazitäten zur Zementproduktion verfügte, musste Zement importiert werden. Zur Kostenreduktion wurde der Aufbau einer eigenen Zementerzeugung angedacht. Die Wahl des Standorts fiel auf das Dorf Batanowzi (Батановци), da dort die Rohmaterialien Kalk und Ton vorhanden waren und Kohle aus den nur 8 km entfernten Staatlichen Kohlebergwerken von Pernik bezogen werden konnte. Um die notwendigen Mittel aufzubringen, wurde die Kommanditgesellschaft im August 1912 in eine Aktiengesellschaft umgewandelt. Das Stammkapital betrug 1,2 Millionen Lewa in Gold. Eduard Naudascher agierte als ihr Vorstandsvorsitzender.
1913 nahm die Zementfabrik ihren Betrieb auf. Mit dem Eintritt Bulgariens in den Ersten Weltkrieg stieg der Zementbedarf drastisch an. Um diesen zu decken wurde ein Ofen aus dem Zementwerk in Cernavodă in Rumänien nach Batanowzi gebracht, der nach dem Krieg den belgischen Eigentümern zurückgegeben wurde.
1918 wurde der Waffenstillstand von Thessaloniki zwischen Bulgarien und den Alliierten geschlossen. Alle Deutschen und andere Staatsangehörige der Mittelmächte waren gezwungen, binnen vier Wochen außer Landes zu gehen. Die Familie Naudascher konnte mit dem letzten Flüchtlingszug Sofia verlassen. Eduard Naudascher und seine Frau nahmen ihren Wohnsitz zuerst bei ihren Verwandten in der Schweiz. Dann kauften sie ein kleines Gut bei Brunnen im Kanton Schwyz.
1920 kehrte Naudascher nach Sofia zurück. Er sorgte dafür, dass das Zementwerk um einen Ofen erweitert wurde. Für die Belegschaft wurden in Batanowzi Arbeiterwohnhäuser, ein Ledigenheim, ein Medizinisches Zentrum, eine Kantine und ein Theater errichtet. Es gab ferner einen Gemüsegarten und einen kleinen Zoo. 1922 eröffnete die Granitoid eine Gipsfabrik in Kalugerowo (Калугерово) in der Oblast Chaskowo. Die Ingenieure Slatarow (инж. Златаров) und Wiktor Samsarow (инж. Виктор Самсаров) hielten eine Konzession zur Nutzung der Wasserkraft im Rilatal. Sie traten an die Granitoid mit der Anfrage heran, die notwendigen Wasserkraftwerke zu errichten. Im Mai 1922 wurde daher die Tochterfirma Aktiengesellschaft Orion (Акционерно Дружество „Орион“) gegründet. Die Bauarbeiten übernahm die Granitoid unter Leitung von Slatarow und Samsarow. In Shabokrek (Жабокрек) zwischen Rila und Pastra errichtete man einen Stützpunkt mit Werkstätten, Materiallager, Garagen, Schlafsälen und einer Kantine. Da die beiden Ingenieure jedoch über keine Erfahrungen mit Stahlbeton verfügten, musste Eduard Naudascher selbst einspringen. Aufgrund der Inflation in Deutschland kamen die Arbeiten zum Erliegen. Erst nach einer Finanzspritze durch den Schweizer Bankier C.J. Brupbacher, Mitglied des Aufsichtsrates der Brown, Boveri & Cie. in Baden, konnte das Projekt 1923 weitergeführt werden. Ab dem 2. Januar 1924 wurde das Zementwerk in Batanowzi über eine Freileitung mit Strom aus dem Kraftwerk Pastra (ВЕЦ Пастра) versorgt. 1929 erfolgte mit dem Wasserkraftwerk Rila (ВЕЦ Рила) die Fertigstellung des untersten Teils der Kraftwerkskaskade. 1940 kam das oberhalb von Pastra gelegene Kraftwerk Kameniza (ВЕЦ Каменица) dazu.

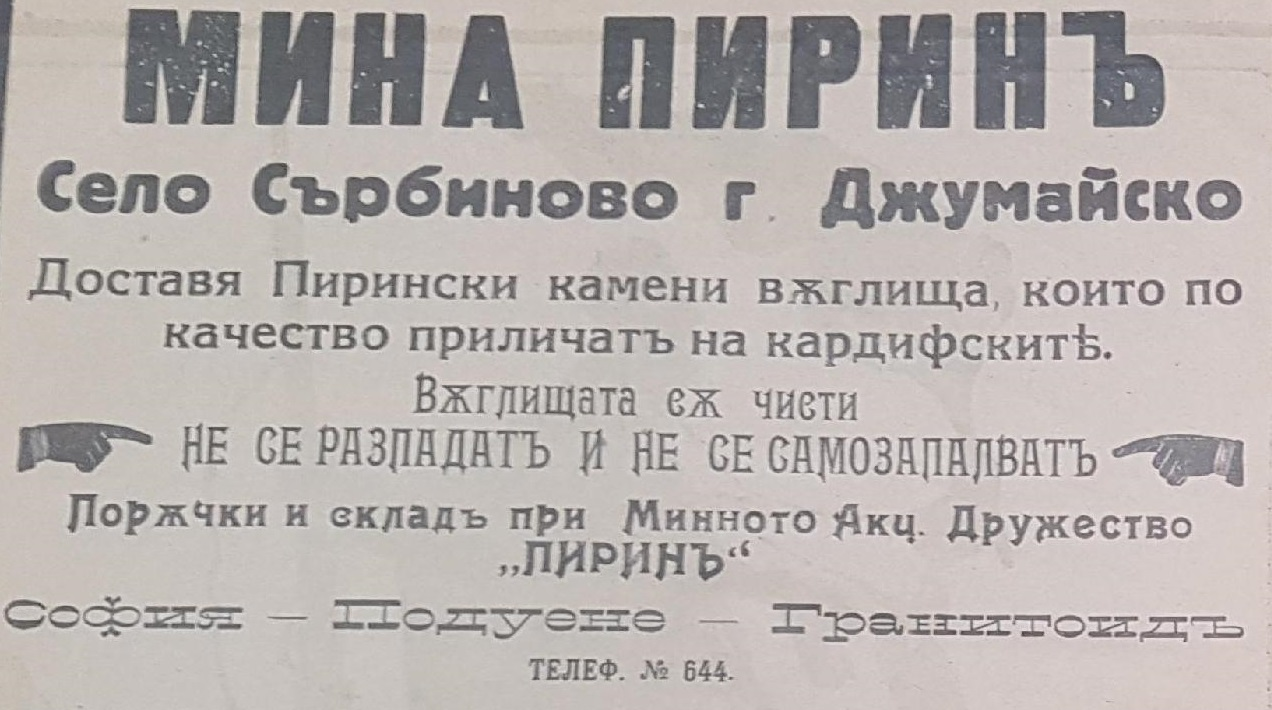
Reklame für Kohle aus der Grube Sărbinowo der Bergbau AG Pirin (Makedonska Iljustrazija, 1925)

1924 beabsichtigte Naudascher, das Portfolio der Granitoid um ein Kohlebergwerk zu erweitern. Nach erfolgreichen Verhandlungen mit dem Ingenieur Rascheëw, wurde 1924 die Bergbau Aktiengesellschaft Pirin (Минно Акционерно Дружество Пиринъ) mit einem Stammkapital von 20 Millionen Lewa gegründet. Die Grube befand sich in der Nähe des Dorfes Sărbinowo (Сърбиново). Dieses trägt seit dem 14. August 1934 den Namen Breschani (Брежани) und ist heute Ortsteil der Gemeinde Simitli (Симитли). 1925 initiierte Eduard Naudascher auf den Bau einer Aufbereitungsanlage sowie einer 5 km langen Seilbahn zum Transport der Kohle zur Bahnverladung. Flusskorrekturen halfen, das Betriebsgelände gegen das Hochwasser der Struma zu schützen.
1926 wurde die AG Orion auf die Granitoid verschmolzen. Die Gesellschaft firmierte neu als Bulgarische Aktiengesellschaft „Granitoid“ für elektrische, industrielle und Bergbauunternehmungen (Българско Акционерно Дружество „Гранитоид“ за електрически, индустрияни и минни предприятия). Damit war der Wandel vom Bau- zum Industrieunternehmen vollzogen. 1927 und 1929 wurde das Werk Batanowzi um jeweils einen Drehrohrofen ergänzt. 1930 erfolgte auch die Verschmelzung der Bergbau AG Pirin auf die Granitoid. Deren Stammkapital stieg damit auf 750 Millionen Lewa, das Reserve-Kapital auf 50 Millionen Lewa. Die Granitoid erweiterte die Grube Sărbinowo 1931 um eine Brikettfabrik. 1933 wurde Naudaschers Neffe, Eduard Naudascher Jr., zum kaufmännischen Direktor der Granitoid ernannt.
1938 starb Eduard Naudaschers Frau Helene.
Bereits in den späten 1920er Jahren ließ die Granitoid das Rohstoffpotential der Rhodopen untersuchen. Besonders die Ausbeutung der Blei-/Zink-Lagerstätten wurde von der deutschen Reichsregierung im Hinblick auf den bevorstehenden Krieg als wichtiges Projekt angesehen. Am 26. Januar 1939 wurde die Bergbau Aktiengesellschaft Pirin (Минно Акционерно Дружество Пиринъ) mit Sitz in Sofia neu gegründet. Der Otto Wolff-Konzern sowie die Firma Felten & Guilleaume Karlswerk AG übernahmen je 25 % des Aktienkapitals. 50 % gehörten der Granitoid. Eduard Naudascher wurde Präsident der Firma. Das Stammkapital betrug anfangs 70 Millionen Lewa. Es wurde später auf 250 Millionen Lewa erhöht. Die technische Projektplanung übernahm die Stolberger Zink - AG für Bergbau und Hüttenbetrieb in Stolberg (Rhld.) bei Aachen. Im Gegenzug erhielt sie das Recht auf Bezug der in Bulgarien produzierten Erzkonzentrate. Im August 1941 nahm die Grube Boriewa Reka (Бориева река) 5 km südlich von Madan (Мадан) ihren Betrieb auf. Sie war mit der Erzaufbereitung in Kărdshali (Кърджали) durch eine 41,6 km lange Materialseilbahn verbunden, die von der Leipziger Firma Adolf Bleichert & Co. geliefert wurde. Später kamen die Gruben Gjudjurska (Гюдюрска) und Petrowiza (Петровица) hinzu. Aufgrund des Krieges waren die sozialen Leistungen für die Belegschaft stark eingeschränkt. Die prekäre Lebens- und Arbeitssituation der Bergleute führte zu drei Streiks, von denen jedoch nur der gegen die schlechte Ernährungslage erfolgreich war. Insgesamt wurden bis zum 9. September 1944 285.000 t Erz mit einem mittleren Gehalt von 11 % Blei und 5 % Zink gefördert.
1940 errichtete die Granitoid in Podujane am heutigen Boulevard Sitnjakowo 23 (Бул. „Ситняково“ № 23) ein Verwaltungsgebäude, das bis heute erhalten geblieben ist. Im Jahr 1941 übernahm sie eine Braunkohlegrube bei Marinowo (Мариново, heute Rakowski, Раковски), um dort einen weiteren Standort für die Produktion von Zement zu entwickeln. Dazu wurde die 100%ige Tochter Vulkan AG (АД Вулкан) gegründet. Zur Stromgewinnung wurde ein Kohlekraftwerk in Betrieb genommen. Mit der Errichtung eines zweiten Zementwerks wurde begonnen. 1942 ließ sich Eduard Naudascher bei Shabokrek eine Villa im bayerischen Heimatstil erbauen. Das Gebäude steht bis heute und ist als "Schweizer Haus" („Швейцарска Къща“) bekannt.
1944 erlitt Naudascher einen Schlaganfall, der ihn halbseitig lähmte. Er zog sich in seine Villa in Shabokrek zurück. Die Firmenleitung wurde daraufhin vom Generaldirektor Georgi Atanassow übernommen. Naudascher floh im August 1944 nach Halberstadt.

### Nationalisierung
Die Firma Granitoid hatte sich unter der Leitung von Eduard Naudascher von einem Start-up zum größten Industriebetrieb Bulgariens entwickelt. Sie wurde am 23. Dezember 1947 nationalisiert und in verschiedene Staatsbetriebe aufgesplittet.

## Auszeichnungen und Ehrungen
- 1928 Ernennung zum Konsul des Deutschen Reiches in Sofia[17]
- 1928 Ernennung zum Generalkonsul durch Zar Boris III.[17]
- 1930 Zivilverdienstorden, III. Klasse (Народен Орден за Гражданска заслуга, III. степен)[17]
- 1937 Verdienstorden und Ehrenzeichen des Roten Kreuzes (Медал "Червен Кръст")[17]
- 1937 St. Alexander-Orden, III. Klasse (Царски Орден „Св. Александър“, III. степен)[17]
- 1940 Zivilverdienstorden, II. Klasse (Народен Орден за Гражданска заслуга, II. степен)[17]